# تنظيم أسموزي

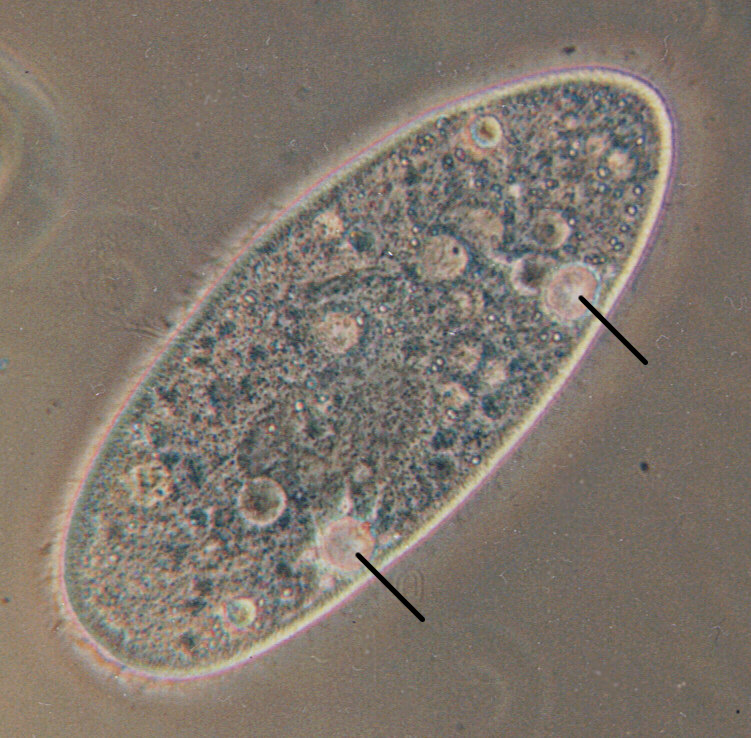

التنظيم الأسموزي هو تنظيم فاعل للضغط الأسموزي للسوائل الجسمية لدى الكائن الحي، ويتم كشفه بوساطة مستقبلات أسموزية، للمحافظة على الاتزان الداخلي للمحتوى المائي للكائن الحي; وهذا يعني أنه, يحافظ على اتزان السوائل والتركيز في المحاليل الكهرلية (الأملاح في المحلول) للحفاظ على السوائل من أن تصبح مخففة أو مركزة أكثر مما ينبغي. الضغط الاسموزي هو مقياس لميل (نزعة) الماء للتحرك والانتقال إلى محلول ما من محلول آخر بوساطة الخاصية الأسموزية.